# Johann Charpenet
Johann André Luc Charpenet (Roanne, Francia, 3 de agosto de 1976) es un exfutbolista francés.

## Trayectoria
Se formó en las categorías inferiores del Olympique Lyon francés.
En la temporada 07-08 llegó a España para enrolarse en las filas del Racing de Ferrol, en la Segunda División, y del conjunto gallego pasó al desaparecido Polideportivo Ejido. Era un central sobrio y contundente, que dominaba muy bien el juego aéreo.
Tras su etapa en Andalucía, Charpenet se comprometió con el Elche hasta el 30 de junio de 2010.

## Clubes
| Club                        | País               | Año         |
| --------------------------- | ------------------ | ----------- |
| Olympique Lyon              | Bandera de Francia | 1996 - 1998 |
| Nîmes Olympique             | Bandera de Francia | 1998 - 2002 |
| Club Sportif Sedan Ardennes | Bandera de Francia | 2002 - 2005 |
| Stade Brest                 | Bandera de Francia | 2005 - 2007 |
| Racing Club de Ferrol       | Bandera de España  | 2007 - 2008 |
| Polideportivo Ejido         | Bandera de España  | 2008 - 2009 |
| Elche CF                    | Bandera de España  | 2010 - 2012 |